# International Basketball Association 1999-2000
La stagione IBA 1999-2000 fu la quinta della International Basketball Association. Parteciparono 9 squadre divise in due gironi.
Rispetto alla stagione precedente i Rapid City Thrillers cambiarono nome in Black Hills Gold, mentre i Mansfield Hawks si trasferirono a Saskatoon nel Saskatchewan, rinominandosi Saskatchewan Hawks. I Wisconsin Blast scomparvero.

## Squadre partecipanti
- Billings RimRockers
- Black Hills Gold
- Dakota Wizards
- D.M. Dragons
- Fargo-Moor. Beez
- Magic C. Snowbears
- Saskatc. Hawks
- Rochest. Skeeters
- Winnipeg Cyclone

## Classifiche

### East Division
| Squadra             | V  | P  | %    | GB |
| ------------------- | -- | -- | ---- | -- |
| Des Moines Dragons  | 25 | 11 | 69,4 | -  |
| Fargo-Moorhead Beez | 21 | 15 | 58,3 | 4  |
| Saskatchewan Hawks  | 9  | 27 | 25,0 | 16 |
| Rochester Skeeters  | 8  | 28 | 22,2 | 17 |

### West Division
| Squadra              | V  | P  | %    | GB |
| -------------------- | -- | -- | ---- | -- |
| Dakota Wizards       | 30 | 6  | 83,3 | -  |
| Black Hills Gold     | 22 | 14 | 61,1 | 8  |
| Magic City Snowbears | 19 | 17 | 52,8 | 11 |
| Winnipeg Cyclone     | 15 | 21 | 41,7 | 15 |
| Billings RimRockers  | 13 | 23 | 36,1 | 17 |

## Play-off

### Semifinali di division
| Arbitri: | Bernie Hendricks T.C. Williams |

|           |       |           |
| Cooper 21 | Punti | 26 Jordan |

| Arbitri: | Matt Maloney Pete Hansen |

|          |       |                  |
| Smith 34 | Punti | 15 Moten, Torres |

| Arbitri: | Jeff Risk Sheldon Kozlovsky |

|              |       |          |
| McCrimmon 21 | Punti | 33 Davis |

| Arbitri: | John Young Cam Moskal |

|            |       |          |
| Hopkins 25 | Punti | 34 Davis |

| Arbitri: | Dave Bauman Scott Askerooth |

|             |       |          |
| Williams 28 | Punti | 26 Dixon |

| Arbitri: | Ben Franson James Winfrey |

|                  |       |            |
| Reynolds-Dean 36 | Punti | 35 Johnson |

| Arbitri: | Kim Anderson Rick Degagne |

|           |       |            |
| Hermon 28 | Punti | 21 Edmonds |

| Arbitri: | Jim Aberle T.C. Williams |

|            |       |             |
| Williams19 | Punti | 22 Basemore |

### Finali di division
| Arbitri: | Craig Champagne Pete Hansen |

|               |       |          |
| Culbertson 25 | Punti | 20 Jones |

| Moorhead 25 febbraio 2000, ore 19:05               | Fargo-Moorhead Beez | 99 – 115  | Des Moines Dragons | Concordia College |
| \| \| \| \| \| Hopkins 25 \| Punti \| 35 Cooper \| |                     |           |                    |                   |
|                                                    |                     |           |                    |                   |
| Hopkins 25                                         | Punti               | 35 Cooper |                    |                   |

| Arbitri: | Bob Schoewe Mike Trad |

|            |       |             |
| Pickett 27 | Punti | 29 Frierson |

| Arbitri: | Bernie Hendricks Justin Ingalls |

|          |       |             |
| Green 32 | Punti | 40 Basemore |

| Arbitri: | Myron Shields James Winfrey |

|                  |       |           |
| Reynolds-Dean 38 | Punti | 41 Hermon |

| Arbitri: | Ron Bailey Craig Champagne |

|          |       |          |
| Green 20 | Punti | 29 Irvin |

| Arbitri: | John Kirkeby Sheldon Kozlovsky |

|           |       |          |
| Hermon 22 | Punti | 25 Green |

### Finale IBA
| Arbitri: | Kim Anderson Jeff Risk |

|          |       |           |
| Irvin 26 | Punti | 21 Cooper |

| Arbitri: | Dave Bauman Mark Riggs |

|           |       |          |
| Hermon 32 | Punti | 27 Smith |

| Des Moines 12 marzo 2000                           | Des Moines Dragons | 126 – 106   | Magic City Snowbears |  |
| \| \| \| \| \| Smith 41 \| Punti \| 31 Basemore \| |                    |             |                      |  |
|                                                    |                    |             |                      |  |
| Smith 41                                           | Punti              | 31 Basemore |                      |  |

| Arbitri: | Bernie Hendricks Justin Ingalls |

|                             |       |           |
| Ebong, Smith, Winningham 22 | Punti | 24 Hermon |

### Tabellone
|  | Semifinali di division | Semifinali di division | Semifinali di division |                |            | Finali di division | Finali di division | Finali di division |  |  | Finale IBA | Finale IBA | Finale IBA |  |
|  |                        |                        |                        |                |            |                    |                    |                    |  |  |            |            |            |  |
|  | 1e                     | Des Moines             | 2                      |                |            |                    |                    |                    |  |  |            |            |            |  |
|  | 1e                     | Des Moines             | 2                      |                |            |                    |                    |                    |  |  |            |            |            |  |
|  | 5w                     | Billings               | 0                      |                |            |                    |                    |                    |  |  |            |            |            |  |
|  | 5w                     | Billings               | 0                      |                | 1e         | Des Moines         | 3                  |                    |  |  |            |            |            |  |
|  |                        |                        |                        |                | 1e         | Des Moines         | 3                  |                    |  |  |            |            |            |  |
|  |                        |                        | 2e                     | Fargo-Moorhead | 1          |                    |                    |                    |  |  |            |            |            |  |
|  | 3e                     | Saskatchewan           | 2e                     | Fargo-Moorhead | 1          | 0                  |                    |                    |  |  |            |            |            |  |
|  | 3e                     | Saskatchewan           |                        |                |            |                    |                    |                    |  |  |            |            |            |  |
|  | 2e                     | Fargo-Moorhead         | 2                      |                |            |                    |                    |                    |  |  |            |            |            |  |
|  | 2e                     | Fargo-Moorhead         | 2                      |                | Des Moines | Des Moines         | 3                  |                    |  |  |            |            |            |  |
|  |                        |                        |                        |                |            |                    |                    |                    |  |  |            |            |            |  |
|  |                        |                        | Magic City             | Magic City     | 1          |                    |                    |                    |  |  |            |            |            |  |
|  | 2w                     | Black Hills            | Magic City             | Magic City     | 1          | 0                  |                    |                    |  |  |            |            |            |  |
|  | 2w                     | Black Hills            |                        |                |            |                    |                    |                    |  |  |            |            |            |  |
|  | 3w                     | Magic City             | 2                      |                |            |                    |                    |                    |  |  |            |            |            |  |
|  | 3w                     | Magic City             | 2                      |                | 3w         | Magic City         | 3                  |                    |  |  |            |            |            |  |
|  |                        |                        |                        |                | 3w         | Magic City         | 3                  |                    |  |  |            |            |            |  |
|  |                        |                        | 1w                     | Dakota         | 1          |                    |                    |                    |  |  |            |            |            |  |
|  | 4w                     | Winnipeg               | 1w                     | Dakota         | 1          | 0                  |                    |                    |  |  |            |            |            |  |
|  | 4w                     | Winnipeg               |                        |                |            |                    |                    |                    |  |  |            |            |            |  |
|  | 1w                     | Dakota                 | 2                      |                |            |                    |                    |                    |  |  |            |            |            |  |

## Vincitore
| Campione IBA 2000              |
| ------------------------------ |
| Des Moines Dragons (1º titolo) |

## Statistiche
| Categoria             | Giocatore             | Squadra              | Stat |
| --------------------- | --------------------- | -------------------- | ---- |
| Punti per gara        | Rasaun Young          | Saskatchewan Hawks   | 27,6 |
| Rimbalzi per gara     | Antonio Reynolds-Dean | Dakota Wizards       | 12,2 |
| Assist per gara       | Malik Dixon           | Dakota Wizards       | 7,9  |
| Palle rubate per gara | T.J. Walker           | Saskatchewan Hawks   | 3,1  |
| Stoppate per gara     | Johnny McCrimmon      | Fargo-Moorhead Beez  | 2,6  |
| FG%                   | Alvin Jefferson       | Dakota Wizards       | 60,3 |
| FT%                   | Damon Frierson        | Fargo-Moorhead Beez  | 90,5 |
| 3FG%                  | Jeremy Hyatt          | Magic City Snowbears | 40,0 |

## Premi IBA
- IBA Most Valuable Player: Brian Green, Dakota Wizards
- IBA Coach of the Year: Duane Ticknor, Dakota Wizards
- IBA Rookie of the Year: Antonio Reynolds-Dean, Dakota Wizards
- IBA Defensive Player of the Year: Johnny McCrimmon, Fargo-Moorhead Beez
- IBA Sixth Man of the Year: Kevin Beard, Dakota Wizards
- IBA Playoff Most Valuable Player: Lonnie Cooper, Des Moines Dragons
- All-IBA First Team
  - Brian Green, Dakota Wizards
  - Andre McCollum, Fargo-Moorhead Beez
  - Antonio Reynolds-Dean, Dakota Wizards
  - LeRon Williams, Black Hills Gold
  - Rasaun Young, Saskatchewan Hawks
- All-IBA Second Team
  - Katu Davis, Black Hills Gold
  - Malik Dixon, Dakota Wizards
  - Mac Irvin, Magic City Snowbears
  - Kwan Johnson, Winnipeg Cyclone
  - Carl Pickett, Des Moines Dragons
- IBA Honorable Mention
  - Bryant Basemore, Magic City Snowbears
  - Louis Davis, Winnipeg Cyclone
  - Willie Farley, Rochester Skeeters
  - Curt Smith, Des Moines Dragons
  - Jason Winningham, Des Moines Dragons